# Malta i Eurovision Song Contest
Malta debuterede i Eurovision Song Contest i 1971, men trak sig ud efter 1972, hvor landet havde opnået to sidstepladser i træk.
De vendte tilbage i 1975 for en kort bemærkning, men var herefter fraværende indtil 1991. Siden har de deltaget hvert år.

## Repræsentant
Nøgle
     Vinder
     Anden plads
     Tredje plads
     Sidste plads
     Deltager valgt, men konkurrerede ikke
| År                              | Kunstner                          | Sang                    | Sprog     | Oversættelse           | Finale             | Point              | Semi                                      | Point                                     |
| ------------------------------- | --------------------------------- | ----------------------- | --------- | ---------------------- | ------------------ | ------------------ | ----------------------------------------- | ----------------------------------------- |
| 1971                            | Joe Grech                         | "Marija L-Maltija"      | Maltesisk | Den maltesiske Maria   | 18                 | 52                 | Ingen semifinaler                         | Ingen semifinaler                         |
| 1972                            | Helen & Joseph                    | "L-Imħabba"             | Maltesisk | Kærligheden            | 18                 | 48                 | Ingen semifinaler                         | Ingen semifinaler                         |
| Deltog ikke i 1973 og 1974      |                                   |                         |           |                        |                    |                    |                                           |                                           |
| 1975                            | Renato Micallef                   | "Singing This Song"     | Engelsk   | Synger denne sang      | 12                 | 32                 | Ingen semifinaler                         | Ingen semifinaler                         |
| Deltog ikke mellem 1976 og 1990 |                                   |                         |           |                        |                    |                    |                                           |                                           |
| 1991                            | Paul Giordimaina & Georgina Abela | "Could It Be"           | Engelsk   | Kunne det være         | 6                  | 106                | Ingen semifinaler                         | Ingen semifinaler                         |
| 1992                            | Mary Spiteri                      | "Little Child"          | Engelsk   | Lille barn             | 3                  | 123                | Ingen semifinaler                         | Ingen semifinaler                         |
| 1993                            | William Mangion                   | "This Time"             | Engelsk   | Denne gang             | 8                  | 69                 | Kvalifikacija za Millstreet               | Kvalifikacija za Millstreet               |
| 1994                            | Chris & Moira                     | "More Than Love"        | Engelsk   | Mere end kærlighed     | 5                  | 97                 | Ingen semifinaler                         | Ingen semifinaler                         |
| 1995                            | Mike Spiteri                      | "Keep Me in Mind"       | Engelsk   | Husk mig               | 10                 | 76                 | Ingen semifinaler                         | Ingen semifinaler                         |
| 1996                            | Miriam Christine                  | "In a Woman's Heart"    | Engelsk   | I en kvindes hjerte    | 10                 | 68                 | 4                                         | 138                                       |
| 1997                            | "Debbie Scerri"                   | Let Me Fly              | Engelsk   | Lad mig flyve          | 9                  | 66                 | Ingen semifinaler                         | Ingen semifinaler                         |
| 1998                            | Chiara                            | "The One That I Love"   | Engelsk   | Den jeg elsker         | 3                  | 165                | Ingen semifinaler                         | Ingen semifinaler                         |
| 1999                            | Times 3                           | "Believe 'n Peace"      | Engelsk   | Tro og fred            | 15                 | 32                 | Ingen semifinaler                         | Ingen semifinaler                         |
| 2000                            | Claudette Pace                    | "Desire"                | Engelsk   | Begær                  | 8                  | 73                 | Ingen semifinaler                         | Ingen semifinaler                         |
| 2001                            | Fabrizio Faniello                 | "Another Summer Night"  | Engelsk   | Endnu en sommernat     | 9                  | 48                 | Ingen semifinaler                         | Ingen semifinaler                         |
| 2002                            | Ira Losco                         | "7th Wonder"            | Engelsk   | Syvende vidunder       | 2                  | 164                | Ingen semifinaler                         | Ingen semifinaler                         |
| 2003                            | Lynn Chircop                      | "To Dream Again"        | Engelsk   | At drømme igen         | 25                 | 4                  | Ingen semifinaler                         | Ingen semifinaler                         |
| 2004                            | Julie & Ludwig                    | "On Again... Off Again" | Engelsk   | På igen... af igen     | 12                 | 50                 | 8                                         | 74                                        |
| 2005                            | Chiara                            | "Angel"                 | Engelsk   | Engel                  | 2                  | 192                | Blandt de ti bedste udover Big 4 året før | Blandt de ti bedste udover Big 4 året før |
| 2006                            | Fabrizio Faniello                 | "I Do"                  | Engelsk   | Jeg gør                | 24                 | 1                  | Blandt de ti bedste udover Big 4 året før | Blandt de ti bedste udover Big 4 året før |
| 2007                            | Olivia Lewis                      | "Vertigo"               | Engelsk   | Svimmelhed             | Ikke kvalificeret  | Ikke kvalificeret  | 25                                        | 15                                        |
| 2008                            | Morena                            | "Vodka"                 | Engelsk   | —                      | Ikke kvalificeret  | Ikke kvalificeret  | 14                                        | 38                                        |
| 2009                            | Chiara                            | "What If We"            | Engelsk   | Hvad hvis vi           | 22                 | 31                 | 6                                         | 86                                        |
| 2010                            | Thea Garrett                      | "My Dream"              | Engelsk   | Min drøm               | Ikke kvalificeret  | Ikke kvalificeret  | 12                                        | 45                                        |
| 2011                            | Glen Vella                        | "One Life"              | Engelsk   | Et liv                 | Ikke kvalificeret  | Ikke kvalificeret  | 12                                        | 54                                        |
| 2012                            | Kurt Calleja                      | "This Is the Night"     | Engelsk   | Dette er natten        | 21                 | 41                 | 7                                         | 70                                        |
| 2013                            | Gianluca                          | "Tomorrow"              | Engelsk   | I morgen               | 8                  | 120                | 4                                         | 118                                       |
| 2014                            | Firelight                         | "Coming Home"           | Engelsk   | Kommer hjem            | 23                 | 32                 | 9                                         | 63                                        |
| 2015                            | Amber                             | "Warrior"               | Engelsk   | Kriger                 | Ikke kvalificeret  | Ikke kvalificeret  | 11                                        | 43                                        |
| 2016                            | Ira Losco                         | "Walk on Water"         | Engelsk   | Gå på vandet           | 12                 | 153                | 3                                         | 209                                       |
| 2017                            | Claudia Faniello                  | "Breathlessly"          | Engelsk   | Forpustet              | Ikke kvalificeret  | Ikke kvalificeret  | 16                                        | 55                                        |
| 2018                            | Christabelle                      | "Taboo"                 | Engelsk   | Tabu                   | Ikke kvalificeret  | Ikke kvalificeret  | 13                                        | 101                                       |
| 2019                            | Michela                           | "Chameleon"             | Engelsk   | Kamæleon               | 14                 | 107                | 8                                         | 157                                       |
| 2020                            | Destiny                           | "All of My Love"        | Engelsk   | Al min kærlighed       | Konkurrence aflyst | Konkurrence aflyst | Konkurrence aflyst                        | Konkurrence aflyst                        |
| 2021                            | Destiny                           | "Je me casse"           | Engelsk   | Jeg går væk (herfra)   | 7                  | 255                | 1                                         | 325                                       |
| 2022                            | Emma Muscat                       | "I Am What I Am"        | Engelsk   | Jeg er, hvad jeg er    | Ikke kvalificeret  | Ikke kvalificeret  | 16                                        | 47                                        |
| 2023                            | The Busker                        | "Dance (Our Own Party)" | Engelsk   | Dans (vores egen fest) | Ikke kvalificeret  | Ikke kvalificeret  | 15                                        | 3                                         |
| 2024                            | Sarah Bonnici                     | "Loop"                  | Engelsk   | —                      | Ikke kvalificeret  | Ikke kvalificeret  | 16                                        | 13                                        |
| 2025                            | Miriana Conte                     | "Serving"               | Engelsk   | Serverer               | 17                 | 91                 | 9                                         | 53                                        |

## Pointstatistik (1971-2025)

### Flest point til og fra - top 5
NB: Kun point givet i finalerne er talt med.
| Malta har givet flest point til | Malta har givet flest point til | Malta har givet flest point til |
| Placering                       | Land                            | Point                           |
| ------------------------------- | ------------------------------- | ------------------------------- |
| 1                               | Italien                         | 252                             |
| 2                               | Sverige                         | 189                             |
| 3                               | Storbritannien                  | 168                             |
| 4                               | Grækenland                      | 105                             |
| 5                               | Cypern                          | 101                             |

| Malta har modtaget flest point fra | Malta har modtaget flest point fra | Malta har modtaget flest point fra |
| Placering                          | Land                               | Point                              |
| ---------------------------------- | ---------------------------------- | ---------------------------------- |
| 1                                  | Storbritannien                     | 117                                |
| 2                                  | Irland                             | 115                                |
| 3                                  | Spanien                            | 100                                |
| 4                                  | Sverige                            | 89                                 |
| 5                                  | Kroatien                           | 85                                 |

### 12 point til og fra
NB: Kun 12 point givet i finalerne er talt med.
| Malta har modtaget 12 point fra | Malta har modtaget 12 point fra          | Malta har modtaget 12 point fra |
| År                              | Jury                                     | Televoting                      |
| ------------------------------- | ---------------------------------------- | ------------------------------- |
| 1991                            | Irland, Sverige                          | Ingen separat televoting        |
| 1992                            | Luxembourg, Portugal, Spanien, Sverige   | Ingen separat televoting        |
| 1994                            | Bosnien-Hercegovina                      | Ingen separat televoting        |
| 1995                            | Bosnien-Hercegovina, Kroatien            | Ingen separat televoting        |
| 1996                            | Kroatien, Slovakiet                      | Ingen separat televoting        |
| 1997                            | Tyrkiet                                  | Ingen separat televoting        |
| 1998                            | Irland, Norge, Slovakiet, Storbritannien | Ingen separat televoting        |
| 2001                            | Danmark                                  | Ingen separat televoting        |
| 2002                            | Danmark, Kroatien, Storbritannien        | Ingen separat televoting        |
| 2005                            | Rusland                                  | Ingen separat televoting        |
| 2016                            | Montenegro                               | Modtog ikke 12 point            |
| 2019                            | Hviderusland                             | Modtog ikke 12 point            |
| 2021                            | Australien, Norge, Rumænien, Sverige     | Modtog ikke 12 point            |

| Malta har givet 12 point til | Malta har givet 12 point til | Malta har givet 12 point til |
| År                           | Jury                         | Televoting                   |
| ---------------------------- | ---------------------------- | ---------------------------- |
| 1975                         | Holland                      | Ingen separat televoting     |
| 1991                         | Cypern                       | Ingen separat televoting     |
| 1992                         | Irland                       | Ingen separat televoting     |
| 1993                         | Irland                       | Ingen separat televoting     |
| 1994                         | Slovakiet                    | Ingen separat televoting     |
| 1995                         | Kroatien                     | Ingen separat televoting     |
| 1996                         | Østrig                       | Ingen separat televoting     |
| 1997                         | Spanien                      | Ingen separat televoting     |
| 1998                         | Israel                       | Ingen separat televoting     |
| 1999                         | Sverige                      | Ingen separat televoting     |
| 2000                         | Rusland                      | Ingen separat televoting     |
| 2001                         | Estland                      | Ingen separat televoting     |
| 2002                         | Cypern                       | Ingen separat televoting     |
| 2003                         | Island                       | Ingen separat televoting     |
| 2004                         | Grækenland                   | Ingen separat televoting     |
| 2005                         | Cypern                       | Ingen separat televoting     |
| 2006                         | Schweiz                      | Ingen separat televoting     |
| 2007                         | Storbritannien               | Ingen separat televoting     |
| 2008                         | Sverige                      | Ingen separat televoting     |
| 2009                         | Island                       | Ingen separat televoting     |
| 2010                         | Aserbajdsjan                 | Ingen separat televoting     |
| 2011                         | Aserbajdsjan                 | Ingen separat televoting     |
| 2012                         | Aserbajdsjan                 | Ingen separat televoting     |
| 2013                         | Aserbajdsjan                 | Ingen separat televoting     |
| 2014                         | Italien                      | Ingen separat televoting     |
| 2015                         | Italien                      | Ingen separat televoting     |
| 2016                         | Storbritannien               | Australien                   |
| 2017                         | Italien                      | Italien                      |
| 2018                         | Cypern                       | Italien                      |
| 2019                         | Italien                      | Italien                      |
| 2021                         | Albanien                     | Italien                      |
| 2022                         | Spanien                      | Storbritannien               |
| 2023                         | Sverige                      | Italien                      |
| 2024                         | Schweiz                      | Ukraine                      |
| 2025                         | Armenien                     | Estland                      |

### Flest point til og fra - alle lande
NB: Kun point givet i finalerne er talt med.
| Malta har givet point til | Malta har givet point til | Malta har givet point til |
| Placering                 | Land                      | Point                     |
| ------------------------- | ------------------------- | ------------------------- |
| 1                         | Italien                   | 252                       |
| 2                         | Sverige                   | 189                       |
| 3                         | Storbritannien            | 168                       |
| 4                         | Grækenland                | 105                       |
| 5                         | Cypern                    | 101                       |
| 6                         | Israel                    | 99                        |
| 7                         | Irland                    | 97                        |
| 8                         | Kroatien                  | 91                        |
| 9                         | Schweiz                   | 88                        |
| 10                        | Rusland                   | 85                        |
| 11                        | Norge                     | 84                        |
| =                         | Spanien                   | 84                        |
| 13                        | Ukraine                   | 81                        |
| 14                        | Aserbajdsjan              | 75                        |
| 15                        | Frankrig                  | 68                        |
| 16                        | Holland                   | 67                        |
| 17                        | Rumænien                  | 63                        |
| =                         | Tyrkiet                   | 63                        |
| 19                        | Finland                   | 58                        |
| 20                        | Østrig                    | 57                        |
| 21                        | Danmark                   | 53                        |
| 22                        | Bulgarien                 | 52                        |
| =                         | Island                    | 52                        |
| 24                        | Estland                   | 51                        |
| 25                        | Portugal                  | 41                        |
| =                         | Tyskland                  | 41                        |
| 27                        | Luxembourg                | 40                        |
| 28                        | Australien                | 39                        |
| 29                        | Letland                   | 37                        |
| 30                        | Albanien                  | 32                        |
| 31                        | Serbien                   | 29                        |
| 32                        | Armenien                  | 27                        |
| 33                        | Belgien                   | 25                        |
| 34                        | Litauen                   | 21                        |
| 35                        | Polen                     | 20                        |
| =                         | Slovakiet                 | 20                        |
| 37                        | Bosnien-Hercegovina       | 18                        |
| 38                        | Slovenien                 | 16                        |
| 39                        | Hviderusland              | 14                        |
| =                         | Nordmakedonien            | 14                        |
| 41                        | Ungarn                    | 13                        |
| 42                        | Monaco                    | 11                        |
| =                         | Tjekkiet                  | 11                        |
| 44                        | Jugoslavien               | 10                        |
| 45                        | Georgien                  | 7                         |
| 46                        | Serbien og Montenegro     | 6                         |
| 47                        | San Marino                | 5                         |
| 48                        | Moldova                   | 3                         |
| 49                        | Andorra                   | 0                         |
| =                         | Marokko                   | 0                         |
| =                         | Montenegro                | 0                         |

| Malta har modtaget point fra | Malta har modtaget point fra | Malta har modtaget point fra |
| Placering                    | Land                         | Point                        |
| ---------------------------- | ---------------------------- | ---------------------------- |
| 1                            | Storbritannien               | 117                          |
| 2                            | Irland                       | 115                          |
| 3                            | Spanien                      | 100                          |
| 4                            | Sverige                      | 89                           |
| 5                            | Kroatien                     | 85                           |
| 6                            | Tyskland                     | 84                           |
| 7                            | Grækenland                   | 82                           |
| 8                            | Tyrkiet                      | 78                           |
| 9                            | Norge                        | 77                           |
| 10                           | Østrig                       | 72                           |
| 11                           | Cypern                       | 70                           |
| 12                           | Danmark                      | 68                           |
| =                            | Italien                      | 68                           |
| 14                           | Israel                       | 60                           |
| 15                           | Holland                      | 59                           |
| 16                           | Belgien                      | 58                           |
| 17                           | Aserbajdsjan                 | 54                           |
| 18                           | Schweiz                      | 53                           |
| 19                           | Rusland                      | 50                           |
| 20                           | Finland                      | 49                           |
| =                            | Frankrig                     | 49                           |
| 22                           | Bosnien-Hercegovina          | 46                           |
| 23                           | Australien                   | 43                           |
| 24                           | Estland                      | 41                           |
| =                            | Nordmakedonien               | 41                           |
| =                            | Portugal                     | 41                           |
| =                            | Rumænien                     | 41                           |
| 28                           | Letland                      | 40                           |
| 29                           | Armenien                     | 34                           |
| =                            | Slovakiet                    | 34                           |
| 31                           | Hviderusland                 | 32                           |
| 32                           | Luxembourg                   | 31                           |
| 33                           | Ungarn                       | 30                           |
| 34                           | Island                       | 28                           |
| =                            | Polen                        | 28                           |
| =                            | Litauen                      | 28                           |
| 37                           | San Marino                   | 27                           |
| 38                           | Ukraine                      | 25                           |
| 39                           | Serbien                      | 24                           |
| =                            | Slovenien                    | 24                           |
| 41                           | Montenegro                   | 23                           |
| 42                           | Albanien                     | 19                           |
| 43                           | Tjekkiet                     | 18                           |
| 44                           | Jugoslavien                  | 17                           |
| 45                           | Bulgarien                    | 12                           |
| 46                           | Moldova                      | 11                           |
| 47                           | Monaco                       | 10                           |
| 48                           | Andorra                      | 7                            |
| 49                           | Georgien                     | 4                            |
| 50                           | Marokko                      | 0                            |
| =                            | Serbien og Montenegro        | 0                            |

## Kommentatorer og jurytalsmænd
| År        | Kommentator                   | Jurytalsmand       | Ref.                     |
| --------- | ----------------------------- | ------------------ | ------------------------ |
| 1971      | Victor Aquilina               | Ingen jurytalsmand |                          |
| 1972      | Norman Hamilton               | Ingen jurytalsmand |                          |
| 1973      | Charles Saliba                | Deltog ikke        |                          |
| 1974      | Charles Saliba                | Deltog ikke        |                          |
| 1975      | Norman Hamilton               | Ukendt             |                          |
| 1976-1990 | Ingen udsendelse              | Deltog ikke        |                          |
| 1991      | Toni Sant                     | Dominic Micallef   |                          |
| 1992      | Anna Bonanno                  | Anna Bonanno       |                          |
| 1993      | Charles Saliba                | Kevin Drake        |                          |
| 1994      | Charles Arrigo                | John Demanuale     |                          |
| 1995      | Enzo Gusman                   | Stephanie Farrugia |                          |
| 1996      | Charles Saliba                | Ruth Amaira        |                          |
| 1997      | Gino Cauchi                   | Anna Bonanno       |                          |
| 1998      | Gino Cauchi                   | Stephanie Spiteri  |                          |
| 1999      | Charlo Bonnici                | Nirvana Azzopardi  |                          |
| 2000      | Charlo Bonnici                | Valerie Vella      |                          |
| 2001      | Alfred Borg                   | Marbeck Spiteri    |                          |
| 2002      | John Bundy                    | Yvette Portelli    |                          |
| 2003      | John Bundy                    | Sharon Borg        |                          |
| 2004      | Eileen Montesin               | Claire Agius       |                          |
| 2005      | Eileen Montesin               | Valerie Vella      |                          |
| 2006      | Eileen Montesin               | Moira Delia        |                          |
| 2007      | Antonia Micallef              | Mireille Bonello   |                          |
| 2008      | Eileen Montesin               | Moira Delia        |                          |
| 2009      | Valerie Vella                 | Pauline Agius      |                          |
| 2010      | Valerie Vella                 | Chiara Siracusa    |                          |
| 2011      | Eileen Montesin               | Kelly Schembri     |                          |
| 2012      | Ronald Briffa & Elaine Saliba | Keith Demicoli     |                          |
| 2013      | Gordon Bonello & Rodney Gauci | Emma Hickey        |                          |
| 2014      | Carlo Borg Bonaci             | Valentina Rossi    |                          |
| 2015      | Corazon Mizzi                 | Julie Zahra        |                          |
| 2016      | Arthur Caruana                | Ben Camille        |                          |
| 2017      | Ingen kommentator             | Martha Fenech      |                          |
| 2018      | Ingen kommentator             | Lara Azzopardi     |                          |
| 2019      | Ingen kommentator             | Ben Camille        |                          |
| 2021      | Ingen kommentator             | Stephanie Spiteri  |                          |
| 2022      | Ingen kommentator             | Aidan              |                          |
| 2023      | Ingen kommentator             | Ryan Hili          | [ 5 ] [ 6 ]              |
| 2024      | Ingen kommentator             | Matt Blxck         | [ 7 ] [ 8 ] [ 9 ] [ 10 ] |

## Galleri
- Olivia Lewis i Helsinki (2007)
- Morena i Beograd (2008)